# 迪比克鎮區 (愛荷華州迪比克縣)
迪比克鎮區（英語：Dubuque Township）是位於美國愛荷華州迪比克縣的一個行政鎮區。

## 地方資料
根據2010年美國人口普查的數據，迪比克鎮區的面積為37.18平方千米，當中陸地面積為35.80平方千米，而水域面積為1.38平方千米。當地共有人口6585人，而人口密度為每平方千米177.11人。